# Associazione Calcio Brescia 1960-1961
Questa pagina raccoglie i dati riguardanti l'Associazione Calcio Brescia nelle competizioni ufficiali della stagione 1960-1961.

## Stagione
Le rondinelle iniziano il torneo con un tecnico ungherese in panchina György Sárosi già giocatore di fama e allenatore in club importanti.
Partono Dante Crippa al Padova, Mino Favini all'Atalanta, arrivano a Brescia i due difensori Arcadio Venturi ed Eugenio Rizzolini dall'Inter, dalla Triestina l'ungherese László Szőke, dalla Roma il terzino Romano Di Bari, dal Piacenza la punta Albino Cella.
L'inizio del campionato non è come lo si attendeva: a Natale dopo quattro sconfitte di fila viene esonerato Sárosi.
Per un mese la squadra viene affidata ad Aldo Giuliani, intanto il Brescia è ultimo in classifica. Poi arriva Alberto Eliani che risolleva in primavera le sorti delle rondinelle.
La salvezza arriva però solo al termine del torneo con i due pareggi ottenuti contro il Genoa ed il Simmenthal Monza. Con 11 reti il giovane centrocampista bresciano Faustino Turra è il miglior realizzatore stagionale.
In Coppa Italia superati al primo turno l'Ozo Mantova, al secondo turno il Lanerossi Vicenza. Negli ottavi di finale il Brescia si è arreso all'Inter (1-7).

## Rosa
| N. |                   | Ruolo | Calciatore           |
| -- | ----------------- | ----- | -------------------- |
|    | Italia (bandiera) | P     | Giuseppe Moschioni   |
|    | Italia (bandiera) | P     | Luigi Brotto         |
|    | Italia (bandiera) | D     | Benito Albini        |
|    | Italia (bandiera) | D     | Pierpaolo Berlinzani |
|    | Italia (bandiera) | D     | Lorenzo Bonometti    |
|    | Italia (bandiera) | D     | Romano Di Bari       |
|    | Italia (bandiera) | D     | Elio Ferrazzi        |
|    | Italia (bandiera) | D     | Alberto Fumagalli    |
|    | Italia (bandiera) | D     | Renato Martini       |
|    | Italia (bandiera) | D     | Umberto Ratti        |
|    | Italia (bandiera) | C     | Ottavio Bianchi      |
|    | Italia (bandiera) | C     | Armando Favalli      |

| N. |                     | Ruolo | Calciatore         |
| -- | ------------------- | ----- | ------------------ |
|    | Italia (bandiera)   | C     | Pierluigi Magri    |
|    | Italia (bandiera)   | C     | Eugenio Rizzolini  |
|    | Ungheria (bandiera) | C     | László Szőke       |
|    | Italia (bandiera)   | C     | Faustino Turra     |
|    | Italia (bandiera)   | C     | Arcadio Venturi    |
|    | Italia (bandiera)   | A     | Camillo Baffi      |
|    | Italia (bandiera)   | A     | Albino Cella       |
|    | Italia (bandiera)   | A     | Giorgio Fogar      |
|    | Italia (bandiera)   | A     | Giuseppe Marchetto |
|    | Italia (bandiera)   | A     | Giorgio Milanesi   |
|    | Italia (bandiera)   | A     | Remo Vigni         |

## Risultati

### Serie B

#### Girone di andata
| Arbitro: | Ascari (Carpi) |

|              |           |           |
| Palmieri 90’ | Marcatori | 27’ Cella |

| Arbitro: | Parisi (Messina) |

|               |           |  |
| Fortunato 35’ | Marcatori |  |

| Arbitro: | Grignani (Milano) |

|                          |           |             |
| Turra 21’, 25’, 72’, 74’ | Marcatori | 44’ Teneggi |

| Arbitro: | Cotugno (Civitavecchia) |

|           |           |  |
| Sanna 19’ | Marcatori |  |

| Arbitro: | D'Agostini (Roma) |

|  |           |            |
|  | Marcatori | 83’ Pagani |

| Foggia 30 ottobre 1960 6ª giornata | Foggia & Incedit | 0 – 0 | Brescia | Stadio Alberto Pinto\| Arbitro: \| Rancher (Roma) \| |
| Arbitro:                           | Rancher (Roma)   |       |         |                                                      |

| Arbitro: | Politano (Cuneo) |

|               |           |           |
| Mezzalira 69’ | Marcatori | 81’ Ratti |

| Arbitro: | Cirone (Palermo) |

|                       |           |                    |
| Cera 11’ Zavaglio 50’ | Marcatori | 87’ (rig.) Favalli |

| Arbitro: | Varazzani (Parma) |

|                      |           |              |
| Raffin 55’ Rossi 76’ | Marcatori | 67’ Milanesi |

| Brescia 27 novembre 1960 10ª giornata | Brescia            | 0 – 0 | Palermo | Mario Rigamonti\| Arbitro: \| Angelini (Firenze) \| |
| Arbitro:                              | Angelini (Firenze) |       |         |                                                     |

| Arbitro: | Sebastio (Taranto) |

|                      |           |            |
| Favalli 1’ Vigni 43’ | Marcatori | 47’ Florio |

| Arbitro: | Angonese (Mestre) |

|                       |           |  |
| Calegari 7’, 14’, 40’ | Marcatori |  |

| Arbitro: | Samani (Trieste) |

|                       |           |  |
| Bercellino 44’ (rig.) | Marcatori |  |

| Arbitro: | Politano (Cuneo) |

|           |           |                             |
| Vigni 52’ | Marcatori | 23’ Baruffi 47’ Dell'Angelo |

| Arbitro: | Genel (Trieste) |

|             |           |              |
| Favalli 30’ | Marcatori | 77’ Radaelli |

| Arbitro: | Righetti (Torino) |

|              |           |                                             |
| Temellin 76’ | Marcatori | 37’ Venturi 39’ Favalli 58’ Vigni 90’ Turra |

| Arbitro: | Rebuffo (Milano) |

|                    |           |  |
| Rizzolini 54’, 62’ | Marcatori |  |

| Arbitro: | Samani (Trieste) |

|                                  |           |  |
| Turra 77’ (aut.) Bean 87’ (rig.) | Marcatori |  |

| Brescia 29 gennaio 1961 19ª giornata | Brescia           | 0 – 0 | Simmenthal-Monza | Stadio Mario Rigamonti\| Arbitro: \| Angonese (Mestre) \| |
| Arbitro:                             | Angonese (Mestre) |       |                  |                                                           |

#### Girone di ritorno
| Arbitro: | Cataldo (Reggio Calabria) |

|                       |           |  |
| Venturi 52’ Turra 64’ | Marcatori |  |

| Arbitro: | Righetti (Torino) |

|              |           |  |
| Ferrazzi 70’ | Marcatori |  |

| Como 19 febbraio 1961 22ª giornata | Como               | 0 – 0 | Brescia | Stadio Giuseppe Sinigaglia\| Arbitro: \| Carminati (Milano) \| |
| Arbitro:                           | Carminati (Milano) |       |         |                                                                |

| Arbitro: | Ascari (Carpi) |

|                                                                                |           |  |
| Vigni 1’, 81’ Favalli 2’ Turra 30’ 78’ Rizzolini 84’, 85’ Marchetto 87’ (rig.) | Marcatori |  |

| Arbitro: | Cataldo (Reggio Calabria) |

|             |           |  |
| Favalli 71’ | Marcatori |  |

| Arbitro: | Gazzano (Genova) |

|              |           |          |
| Tribuzio 31’ | Marcatori | 2’ Vigni |

| Arbitro: | Ascari (Carpi) |

|               |           |  |
| Rizzolini 14’ | Marcatori |  |

| Arbitro: | Di Tonno (Lecce) |

|             |           |                         |
| Favalli 71’ | Marcatori | 60’ De Paoli 81’ Raffin |

| Arbitro: | Babini (Ravenna) |

|                       |           |  |
| Bernini 49’ Mosca 51’ | Marcatori |  |

| Arbitro: | D'Agostini (Roma) |

|                                   |           |               |
| Ghersetich 69’ (rig.) Ponzoni 72’ | Marcatori | 75’ Marchetto |

| Arbitro: | Angonese (Mestre) |

|                         |           |                    |
| Turra 17’ Marchetto 89’ | Marcatori | 74’ (aut.) Venturi |

| Arbitro: | Carminati (Milano) |

|                          |           |              |
| Rondanini 29’ Pagani 85’ | Marcatori | 7’ Rizzolini |

| Arbitro: | Varazzani (Parma) |

|                       |           |  |
| Turra 45’ Favalli 58’ | Marcatori |  |

| Arbitro: | Parisi (Messina) |

|                       |           |              |
| Rizza 51’ Baruffi 56’ | Marcatori | 7’ Rizzolini |

| Arbitro: | De Robbio (Torre Annunziata) |

|                               |           |           |
| Carminati 5’ Ciccolo 33’, 43’ | Marcatori | 80’ Turra |

| Arbitro: | Gazzano (Genova) |

|                               |           |  |
| Vigni 37’ Turra 40’ Cella 68’ | Marcatori |  |

| Arbitro: | Leita (Udine) |

|                   |           |  |
| Uzzecchini 4’, 9’ | Marcatori |  |

| Brescia 28 maggio 1961 37ª giornata | Brescia           | 0 – 0 | Genoa | Stadio Mario Rigamonti\| Arbitro: \| Roversi (Bologna) \| |
| Arbitro:                            | Roversi (Bologna) |       |       |                                                           |

| Monza 4 giugno 1961 38ª giornata | Simmenthal-Monza | 0 – 0 | Brescia | Stadio "Città di Monza"\| Arbitro: \| Babini (Ravenna) \| |
| Arbitro:                         | Babini (Ravenna) |       |         |                                                           |

### Coppa Italia
| Arbitro: | Babini (Ravenna) |

|                                    |           |             |
| Turra 46’ Milanesi 92’ Albini 111’ | Marcatori | 85’ Recagni |

| Arbitro: | Gambarotta (Genova) |

|                                                                   |           |                                  |
| Cella 23’ Bonifaci 60’ (aut.) Albini 90’ Ferrazzi 112’ Fogar 116’ | Marcatori | 9’, 40’ Siciliano 26’, 92’ Pinti |

| Arbitro: | D'Agostini (Roma) |

|                                                              |           |          |
| Picchi 15’ Corso 31’ Morbello 37’, 40’, 46’ Bicicli 67’, 85’ | Marcatori | 4’ Baffi |

## Statistiche

### Statistiche di squadra
| Competizione | Punti | In casa | In casa | In casa | In casa | In casa | In casa | In trasferta | In trasferta | In trasferta | In trasferta | In trasferta | In trasferta | Totale | Totale | Totale | Totale | Totale | Totale | DR |
| Competizione | Punti | G       | V       | N       | P       | Gf      | Gs      | G            | V            | N            | P            | Gf           | Gs           | G      | V      | N      | P      | Gf     | Gs     | DR |
| ------------ | ----- | ------- | ------- | ------- | ------- | ------- | ------- | ------------ | ------------ | ------------ | ------------ | ------------ | ------------ | ------ | ------ | ------ | ------ | ------ | ------ | -- |
| Serie B      | 34    | 19      | 11      | 5       | 3       | 32      | 10      | 19           | 1            | 5            | 13           | 12           | 28           | 38     | 12     | 10     | 16     | 44     | 38     | +6 |
| Coppa Italia |       | 2       | 2       | 0       | 0       | 8       | 5       | 1            | 0            | 0            | 1            | 1            | 7            | 3      | 2      | 0      | 1      | 9      | 12     | -3 |
| Totale       |       | 21      | 13      | 5       | 3       | 40      | 15      | 20           | 1            | 5            | 14           | 13           | 35           | 41     | 14     | 10     | 17     | 53     | 50     | +3 |

### Statistiche dei giocatori
| Giocatore     | Serie B  | Serie B | Coppa Italia | Coppa Italia | Totale   | Totale |
| Giocatore     | Presenze | Reti    | Presenze     | Reti         | Presenze | Reti   |
| ------------- | -------- | ------- | ------------ | ------------ | -------- | ------ |
| B. Albini     | 8        | 0       | 2            | 2            | 10       | 2      |
| C. Baffi      | 2        | 0       | 1            | 1            | 3        | 1      |
| P. Berlinzani | 5        | 0       | 1            | 0            | 6        | 0      |
| O. Bianchi    | 1        | 0       | 0            | 0            | 1        | 0      |
| L. Bonometti  | 2        | 0       | 1            | 0            | 3        | 0      |
| L. Brotto     | 17       | -20     | 2            | -5           | 19       | -25    |
| A. Cella      | 14       | 2       | 1            | 1            | 15       | 3      |
| R. Di Bari    | 29       | 0       | 1            | 0            | 30       | 0      |
| A. Favalli    | 25       | 8       | 1            | 0            | 26       | 8      |
| E. Ferrazzi   | 32       | 1       | 3            | 1            | 35       | 2      |
| G. Fogar      | 5        | 0       | 2            | 1            | 7        | 1      |
| A. Fumagalli  | 1        | 0       | 0            | 0            | 1        | 0      |
| P. Magri      | 21       | 1       | 2            | 0            | 23       | 1      |
| G. Marchetto  | 19       | 3       | 0            | 0            | 19       | 3      |
| R. Martini    | 38       | 0       | 2            | 0            | 40       | 0      |
| G. Milanesi   | 6        | 1       | 1            | 1            | 7        | 2      |
| G. Moschioni  | 21       | -18     | 1            | -7           | 22       | -25    |
| U. Ratti      | 15       | 1       | 3            | 0            | 18       | 1      |
| E. Rizzolini  | 29       | 7       | 1            | 0            | 30       | 7      |
| L. Szőke      | 28       | 0       | 0            | 0            | 28       | 0      |
| F. Turra      | 36       | 11      | 2            | 1            | 38       | 12     |
| A. Venturi    | 27       | 2       | 2            | 0            | 29       | 2      |
| R. Vigni      | 34       | 7       | 1            | 0            | 35       | 7      |